# NGC 256
NGC 256은 큰부리새자리에 위치한 산개 성단이다. 1834년 4월 11일, 존 허셜에 의해 발견되었다.